# Mic Sokoli
Mic Sokoli, född 1839 i Fang i Tropojë, död 1881, var en albansk frihetskämpe och medlem i Prizrenligan.
Han dog i april 1881 när han deltog i slaget vid Slivova mot Osmanska riket.